# Elektrokonvulzivní terapie

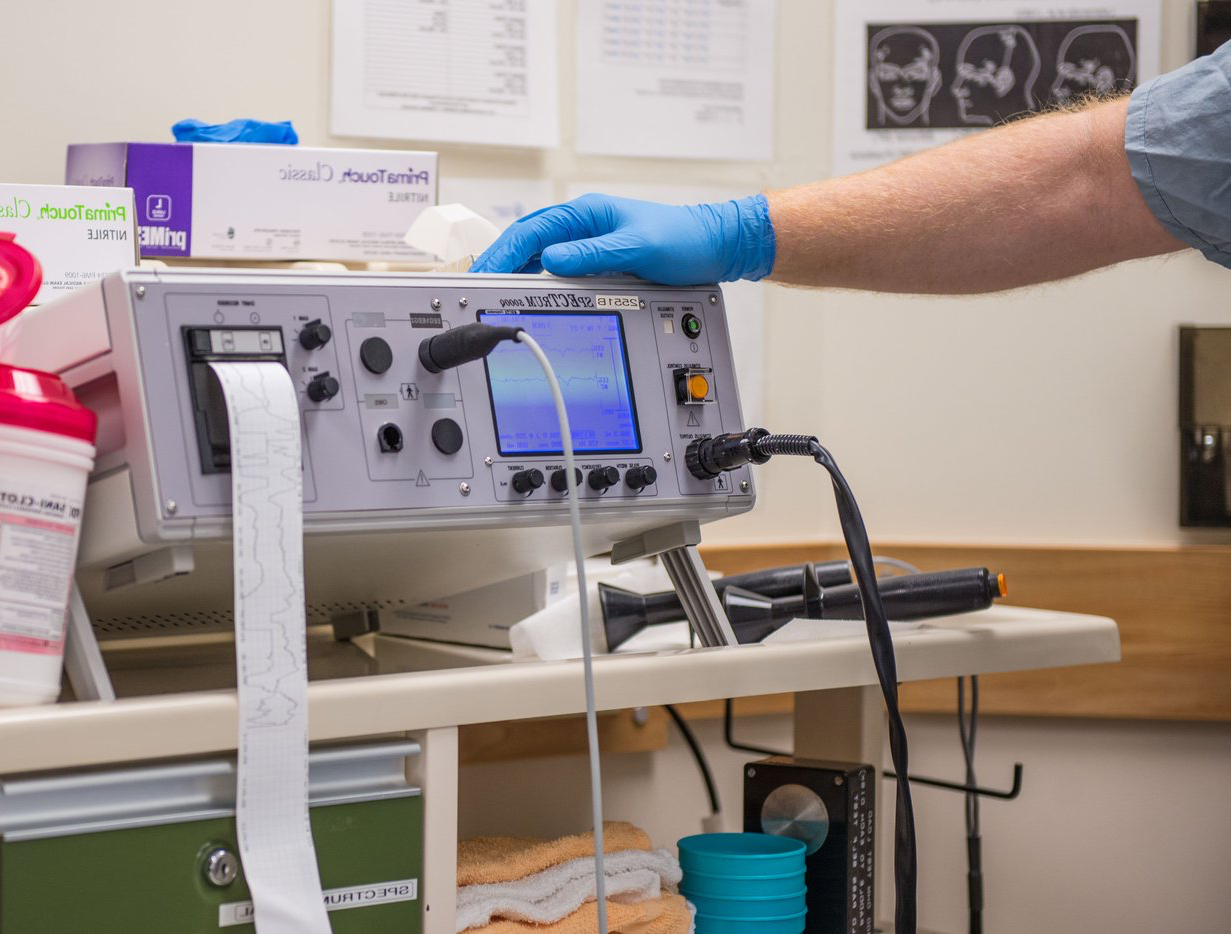
Přístroj pro ECT MECTA spECTrum 5000Q s elektroencefalografem (EEG)

Elektrokonvulzivní terapie (ECT, veřejností někdy nazývána elektrošoky) je způsob léčby psychických poruch, při kterém krátký puls elektrického proudu projde mozkem pacienta. Tento impuls vyvolá umělý (artificiální) epileptický záchvat. Průběh záchvatu, resp. jeho motorických projevů, je modifikován myorelaxancii – látkami navozujícími svalové uvolnění.
Poprvé byla ECT aplikována na člověka v roce 1937 italským lékařem Ugem Cerlettiem. Stala se populární léčebnou metodou v období let 1940–1960 (neuroleptika a antidepresiva nebyla ještě tolik rozšířená), ale u veřejnosti vyvolávala obavy. Důvodem bylo neuvážené používání v psychiatrických zařízeních k léčbě např. alkoholismu, kde nedávala pozitivní výsledky. Taktéž byla děsivým zážitkem pro pacienty, kteří byli často při vědomí a po aplikaci utrpěli záchvat, krátkodobé bezvědomí i tělesné zranění. Ani dnes není jasné, co regeneraci mozku vlastně spouští.
EKT vždy řídí psychiatr, anesteziolog a asistují alespoň dvě zdravotní sestry/bratři.

## Indikace a kontraindikace ECT

### Indikace
- Depresivní porucha – účinná je především na psychotickou formu tohoto onemocnění, na níž je neúčinná farmakoterapie
- Mánie – zejména na stavy špatně farmakologicky zklidnitelné
- Schizofrenie a schizoafektivní porucha – je lékem volby u katatonní formy tohoto onemocnění, dále tam, kde byla v minulosti účinná
- Neuroleptický maligní syndrom – je lékem volby u tohoto život ohrožujícího onemocnění
- Epilepsie – rezistentní na farmakologickou léčbu
- Parkinsonova choroba – ovlivňuje zejména svalovou rigiditu
- Tardivní dyskineze – zatím neověřená indikace

### Kontraindikace
- Zvýšený nitrolební tlak
- Mozkový nádor
- Aneurysma na mozkových tepnách nebo na aortě
- Stav po krvácení do mozku
- Stav po prodělaném infarktu myokardu
- Odchlípení sítnice
- Feochromocytom
- Anesteziologická rizika

Zvýšené riziko je u pacientů s ischemickou chorobou srdeční, hypertenzí, závažným plicním onemocněním a pacienti s deficitem pseudocholinesterázy.

## Další onemocnění

### Neurologická onemocnění
- zvýšený nitrolební tlak – vysoké riziko
- právě proběhlá cévní mozková příhoda (CMP) a aneurysma – významné riziko
- roztroušená skleróza – bez významnějších nežádoucích účinků či rizik
- myasthenia gravis – snížit dávku anestetika
- Parkinsonova choroba – zlepšuje se po aplikaci, ale je vyšší riziko kognitivních nežádoucích účinků a postiktálních delirií

### Kardiovaskulární onemocnění
- Právě proběhlý infarkt myokardu – významné riziko
- Nestabilní angina pectoris – významné riziko
- Nekompenzované srdeční selhání – významné riziko
- Závažné chlopňové vady – významné riziko
- Závažná srdeční arytmie a aneurysma velkých cév – významné riziko

- Hypertyreóza – zvýšené riziko tyreoidální krize během ECT
- Hypotyreóza, hypoparatyreóza a pseudohypoparatyreóza – nepředstavují významné riziko
- Feochromocytom – významné riziko, které lze ovšem snížit např. beta-blokátory
- Addisonova choroba – třeba zvýšit dávku kortikoidů
- Cushingův syndrom – bez významnějšího rizika
- Hypokalémie – riziko protrahované (prodloužené) apnoy
- Hyperkalémie – riziko vzhledem k přechodnému zvýšení hladiny draslíku
- Hyponatremie – riziko spontánních záchvatů
- Gastroesofageální reflux – riziko aspirace
- Močová retence – riziko ruptury močového měchýře
- Nemoci kostí a kloubů – nutné zvýšit myorelaxans
- Oko – rizikoví jsou zejména pacienti s glaukomem s uzavřeným úhlem
- Těhotenství – malé riziko, lze aplikovat ve všech trimestrech

## Aplikace
V současnosti není ECT tak nepříjemná. Provádí se na rozdíl od minulosti v celkové anestézii. Používá se minimální proud, protože léčivý efekt má samotný záchvat, nikoli elektrický proud. 
Pacient musí s elektrokonvulzí souhlasit, tj. musí podepsat informovaný souhlas. Výjimkou je letální katatonie, maligní neuroleptický syndrom, stuporózní stavy s odmítáním potravy, sebevražedné riziko a rezistence k farmakoterapii.
U nezletilých podepisují souhlas rodiče nebo zákonní zástupci.
Při aplikaci musí být vždy přítomen anesteziolog. Během výkonu je monitorováno EEG.
Před vlastní aplikací se pacient uspí – je mu aplikováno anestetikum (většinou thiopental) a myorelaxans (obvykle sukcinylcholinjodid). Jakmile je dostatečná hloubka anestezie i svalová relaxace, aplikuje se elektrokonvulze.
Aby byla elektrokonvulze účinná, musí trvat minimálně 20 s. Celkový počet elektrokonvulzí, aby léčba byla účinná, by měl být minimálně 6, maximálně 12. Aplikují se většinou 3× týdně, u závažných stavů lze na počátku i denně.

### Způsoby aplikace
- Bilaterální – umístění elektrod na oba spánky. U tohoto způsobu aplikace je účinnost léčby nejvyšší, ale je daleko vyšší množství kognitivních nežádoucích účinků.
- Unilaterální – jedna elektroda umístěna na spánek nedominantní hemisféry (většinou vpravo) a druhá na nedominantní stranu hlavy blízko vertexu. U této metody se udává méně nežádoucích účinků, ale rovněž nižší účinnost – uvádí se 55% remise na rozdíl od bilaterální, kde se uvádí 84%.
- Bifrontální – umístění elektrod na čelo – asi 8–10 cm od sebe. Tento způsob se v ČR neprovádí.

Před psychofarmaky se ECT upřednostňuje v těchto případech:
- v případě nutného zásadního a urychleného zlepšení zdravotního stavu (hrozba metabolických poruch)
- v případě, kdy je riziko ECT nižší než u psychofarmak (těhotenství)
- když se ECT v minulosti u pacienta již osvědčila
- pacient sám preferuje užití ECT

### Nežádoucí účinky
Po elektrokonvulzi se může objevit řada nežádoucích účinků, v naprosté většině případů jsou mírné a brzy, nejpozději do šesti měsíců, odeznívají. Patří k nim zejména:
- Poruchy paměti, kdy pacienti ihned po záchvatu zažívají stav dezorientace, zhoršením pozornosti a paměti (poruchy pozornosti, antegrádní a retrográdní amnézie). Pokud jsou použity velmi nízké dávky elektrického proudu (pro každého pacienta individuální, tak aby stačila k vyvolání záchvatu), problémy s pamětí jsou minimální. [1]
- Bolesti hlavy, svalů
- Nevolnost, zvracení
- Kardiovaskulární
  - Přechodné zvýšení krevního tlaku
  - arytmie s rizikem asystolie, zejména při subkonvulzivní stimulaci (následující epileptický záchvat působí totiž jako ochranný faktor bradykardizujícímu stimulu, z toho důvodu se rovněž aplikuje atropin)
- Neklid a agitovanost
- Postiktální zmatenost, případně postiktální delirium
- Protrahovaná (prodloužená) apnoe – často jako nežádoucí účinek při aplikaci sukcinylcholinu (při deficitu pseudocholinesterázy), dále i vliv doprovodných léků (lithium, benzodiazepiny)
- Prodloužené záchvaty – delší než 2 minuty – často vliv medikace (lithium, teofyllin)
  - je třeba vzít v úvahu, že neklid, agitovanost či neadekvátní chování po záchvatu může být v důsledku nerozpoznaného stavu zvaného nekonvulzivní status epilepticus
- Při léčbě deprese přesmyk do mánie